# Dactylocladius virtunensis
Dactylocladius virtunensis är en tvåvingeart som först beskrevs av Maurice Emile Marie Goetghebuer 1932.  Dactylocladius virtunensis ingår i släktet Dactylocladius och familjen fjädermyggor.
Artens utbredningsområde är Belgien. Inga underarter finns listade i Catalogue of Life.